# Maria Pereira (fadista)
Maria Pereira (Vila Nova de Cerveira, 4 de fevereiro de 1914 - Lisboa, 9 de janeiro de 2003) foi uma cantora portuguesa.

## Biografia
Minhota de nascença, Maria Pereira foi muito nova para Lisboa e aos 20 anos já cantava em várias casas de fado.
Fez parte do elenco inicial do programa Companheiros da Alegria de Igrejas Caeiro, a partir de 11 de Agosto de 1951, onde o objetivo era acompanhar a Volta a Portugal em Bicicleta. 
Gravou para editoras como a Alvorada, Valentim de Carvalho (Parlophone/EMI e His Master's Voice) e Movieplay (ex-SonoPlay).
Foi proprietária do restaurante típico "Painel do Fado", no Bairro Alto.
Em 1989, Maria Pereira integrou, com "O Fado mora em Lisboa", uma compilação editada pela Movieplay, sob o título Melodias de Sempre - Vol. 2, que seria reeditado em CD, no ano de 1995.
A sua interpretação da "Marcha do Castelo" faz parte de Noite de Marchas em Lisboa, editada em 1994 pela Movieplay Portuguesa e uma das compilações da série "Os Melhores dos Melhores".

## Discografia

### 78 rotações
- 1957 - É Assim o que Está Combinado

1. Face A - "É Assim o que Está Combinado" - Marchinha (Joaquim Frederico de Brito)
2. Face B - "Noites de São João" - Fado (José Galhardo - Raúl Ferrão)

### EPs
- 1957 - Fado da Moita[3]

1. "Fado da Moita"
2. "Lisboa da Beira-Mar"
3. "Campino e Cantadeira"
4. "Chico Mendes, Olé!"

- 1960 - Nazaré com Maria Pereira (Vinil 7") (Alvorada)[4]
  - Lado A

1. "Vira da Nazaré"
2. "Fado da Nazaré"

- Lado B

1. "Avé Maria da Nazaré"
2. "Rancho da Nazaré"

### Compilações
- 1994 - Noite de Marchas em Lisboa (CD) (Movieplay Portuguesa) (Série:"O Melhor dos Melhores"; 18)[2]
  - "Marcha do Castelo"
- 1995 - Melodias de Sempre: Vol. 2 (CD) (Movieplay) (Série:"O Melhor dos Melhores"; 59)[1]
  - "O Fado mora em Lisboa"

### Outro repertório
- "A Música Me Diz..."
- "À Roda de Ti"
- "A Tua  Ausência"
- "Alguém Que Vem de Longe"
- "Amor Que É Só Meu"
- "Arrependimento"
- "Balada da Arrábida"
- "Bodas da Terra Morena"
- "Buscando a Vida na Morte"
- "Canção do Natal"
- "Canção dos Sinos"
- "Carnaval em Torres Vedras"
- "Chula Minhota"
- "Chula Puladinha"
- "Deixa Dizer... Deixa Falar..."
- "Diz-me Que Gostas de Mim"
- "Esta Pequena Casa Lusitana"
- "Eu Quero Amar"
- "Évora"
- "Fadista Novo"
- "Fado da Mentira"
- "Fado é Lisboa"
- "Fado Pinoca"
- "Ilha da Madeira"
- "Lisboa Canta à Noite"
- "Lisboa É Linda"
- "Lisboa Verde Rosa"
- "Madragoa Noiva do Tejo"
- "Manuel do Moinho"
- "Mar Salgado"
- "Marcha da Volta a Portugal - 1965"
- "Moleirinha"
- "Não Chores"
- "Não Digam Mal do Velho Fado"
- "Não Digas a Ninguém"
- "Ninguém te Amou"
- "Noite Sombria"
- "Noites do Mês de Junho"
- "Ó Belo Algarve"
- "O Fado Foi à Madeira"
- "O Meu Perdão"
- "Ó Meu Rio Douro"
- "O Teu Amor Entristeceu"
- "Oiço Falar de Amor"
- "Ou Tudo Ou Nada"
- "Pátria Ditosa"
- "Pequei"
- "Primeiro Amor"
- "Quando a Saudade Chegou"
- "Rabela do Nordeste"
- "Rapsódia de Fados"
- "Rebeldia"
- "Se Amar É Pecado"
- "Siga a Marcha"
- "Ter Coração"
- "Um Fado a Sorrir"
- "Vidas Sem Luz"
- "Vira das Desfolhadas"